# Клан Чосокабе
Клан Чосокабе (јап. 長宗我部氏), јапанска властелинска породица из периода Сенгоку и Едо, која је на врхунцу моћи (око 1582) владала читавим острвом Шикоку.

## Историја
Пореклом из провинције Тоса на острву Шикоку, успон породице Чосокабе почео је у хаосу грађанских периода Сенгоку, након слома централне власти шогуната Ашикага и осамостаљивања провинцијских великаша. Чосокабе Куничика (1503-1556) успео је да прошири породичне поседе на рачун суседа и подигне замак Тојоока у провинцији Тоса.
Његов син, Чосокабе Моточика (1539-1599), преселио је своју резиденцију у замак Нагахама и у низу војних похода освојио је целу провинцију Тоса од Ичиџо Канесаде до 1573. Затим је ступио у службу Ода Нобунаге и у његово име освојио читаво острво Шикоку, али је после Нобунагине смрти (1582) одлучио да задржи острво за себе. Зато је Нобунагин наследник Тојотоми Хидејоши 1585. напао Шикоку. Након симболичног отпора Моточика се покорио и добио у посед само провинцију Тоса. У Хидејошијевој служби учествовао је у походу на Кјушу (1587) и Кореју (1592-1598), а затим је предао своје поседе сину и повукао се са власти.
Његов наследник, Чосокабе Моричика (умро 1615) определио се против Токугава Ијејасуа у бици код Секигахаре (1600) и због тога је разбаштињен. Борио се за Тојотоми Хидејорија у бици за Осаку (1615), али је после пораза заробљен и погубљен.

### Територија
Клан Чосокабе је 1550. године владао јужним делом провинције Тоса. До 1575. Чосокабе Моточика заузео је читаву провинцију Тоса и склопио савез са Ода Нобунагом. Од 1577. до 1580. заузео је западни део провинције Ава (посед клана Мијоши). Остатак провинције Ава и провинција Сануки (посед клана Сого) припојени су 1584, а до пролећа 1585. пала је и провинција Ијо (посед кланова Сајонџи и Коно). Тако је читаво острво Шикоку, након 25 година борбе, 1585. накратко уједињено под влашћу клана Чосокабе, али је исте године уследила инвазија Тојотоми Хидејошија, која је освојила читаво острво за мање од месец дана. Након што се покорио Хидејошију Моточика је добио у посед само провинцију Тоса, коју је његов син изгубио 1600. пошто је изабрао поражену страну у бици код Секигахаре.

### Војне снаге
На врхунцу моћи (1585), Чосокабе Моточика располагао је са око 8.000 ратника, углавном мобилисаних сељака који су по потреби позивани у рат. Иако је успешно освојила Шикоку, ова војска је лако подлегла Тојотоми Хидејошијевој огромној армији која се у лето 1585. са свих страна искрцала на острво−90.000 људи на 700 лађа искрцало се у провинцији Ава, 23.000 напало је Сануки, а још 60.000 Ијо. Пред таквом надмоћи у броју, наоружању и дисциплини (Хидејошијеви ратници били су професионални војници у оклопима и наоружани ватреним оружјем, а Чосокабеови вежином сељаци−копљаници), клан Чосокабе и његови вазали предали су се без борбе.